# Ludwik Grabowski

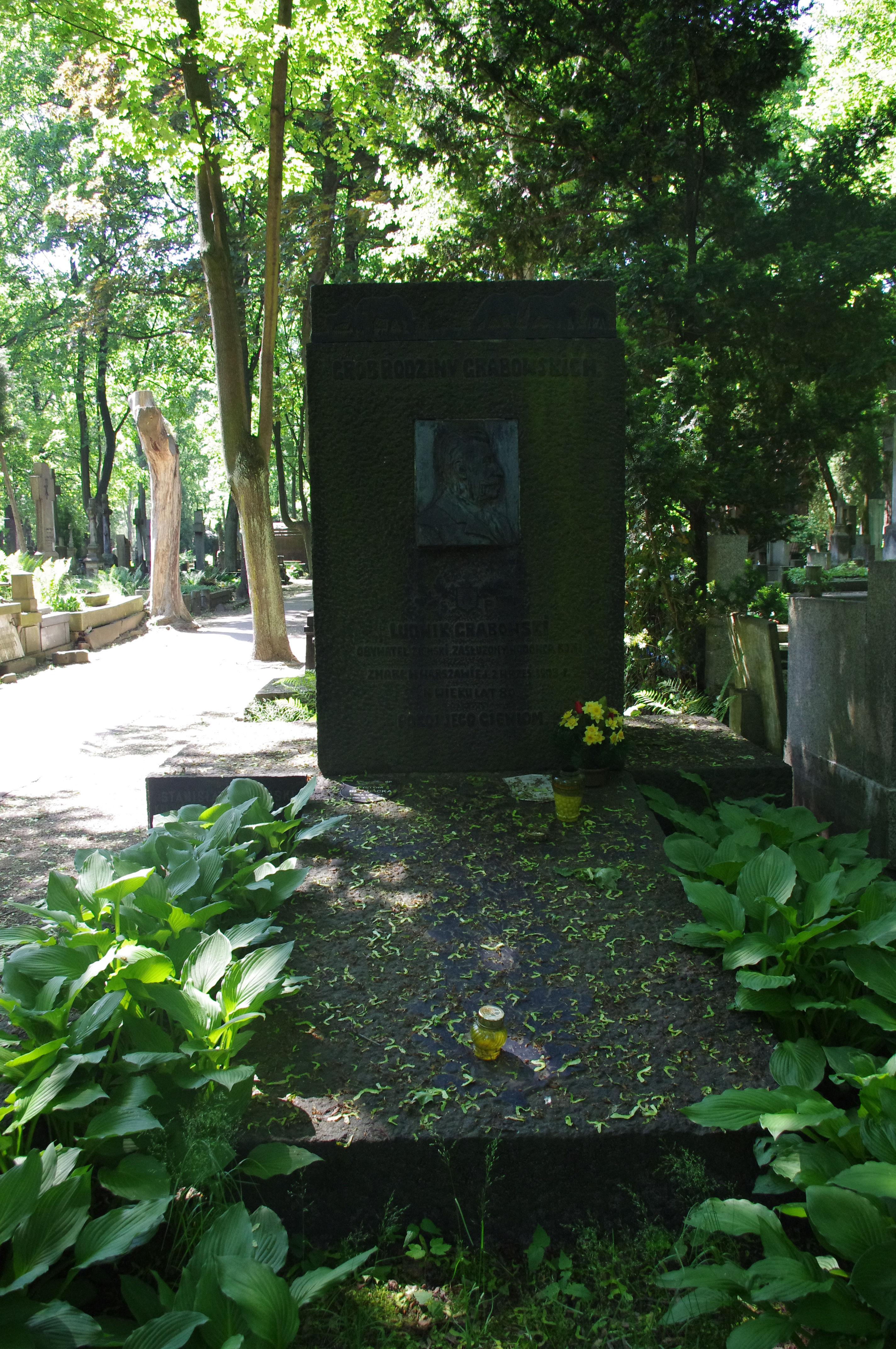
Grób hodowcy koni Ludwika Grabowskiego na cmentarzu Powązkowskim w Warszawie

Ludwik Grabowski (ur. 1821 w Zawadach, zm. 2 września 1903 w Warszawie) – polski hodowca koni.

## Życiorys
Syn Feliksa i Ludwiki z Lalewiczów. Ludwik Grabowski wywodził się z szeroko obecnej na Mazowszu rodziny szlacheckiej Grabowskich herbu Pobóg. Zamiłowania do hodowli koni odziedziczył po swoim ojcu Feliksie, a realizacje jego życiowej pasji umożliwił mu ślub z zamożną córką właściciela dóbr Serniki w Guberni Lubelskiej – Zofią Popławską. Kształcił się we Francji i uczęszczał do College de France, tam także zainteresował się końmi francuskimi. Pierwsze zaczątki jego stada powstały w latach czterdziestych i pięćdziesiątych XIX wieku w majątku Łęczna w lubelskim. Ludwik Grabowski dążył do wytworzenia doskonałego konia, mogącego nie tylko wyróżniać się na torze, ale posiadającego praktyczną wartość przez swoją prawidłową, piękna budowę. Ludwik Grabowski wyhodował wiele koni imponujących wzrostem, kościstością i budową. Do najwybitniejszych należały:
- Foscari,
- Ernani,
- Odetta,
- Fine Mouche,
- Gracyan,
- Gaston Phoebus,
- Krakus,
- Pan Grabowski,
- Chamberry,
- Sezam,
- Bravo le Sancy.

Sernicka hodowla L. Grabowskiego wydała ogiery, które przyczyniły się znacznie do rozwoju hodowli pół krwi w Polsce, a klacze sprzedane ze stada : Blanche d`Orleans i Diana de Poitiers dały znakomite potomstwo -Erevante`a i Porthosa, zwycięzcę nagrody cesarskiej w Petersburgu w 1903 roku. Ludwik Grabowski jako jeden z pierwszych hodowców w Polsce wysyłał swoje klacze za granice w celu pozyskania lepszych reproduktorów. Po 1867 roku konie sernickie zaczęły biegać po torach rosyjskich zwyciężając wielokrotnie w Derby Moskiewskim, gonitwach Produce, Oaks i Cesarskiej w Moskwie oraz St Leger w Carskim Siole. Błękitne i białe barwy z karmazynową czapką – odznaki stajni Grabowskiego wkrótce stały się znane na wszystkich torach Cesarstwa Rosyjskiego Grabowski lubił wyścigi, które uważał za konieczne do selekcji materiału rozpłodowego, a gdy biegały jego konie odczuwał silne emocje, które wzrastały z wiekiem i nieraz będąc na torze, odwracał się ażeby nie widzieć walki. Ludwik Grabowski pozostawił po sobie duży majątek obejmujący dobra Serniki, Puchaczów,Tarło, Zagrody, Szczekarków oraz zabytkowy pałac Firlejów w Lubartowie. Kres hodowli koni sernickich położyła I wojna światowa. W wyniku działań wojennych władze rosyjskie zarekwirowały stado i konie zostały wywiezione w głąb Rosji. Został pochowany na warszawskich Powązkach (kwatera 84-1-1).